# Moira Delia
Moira Delia (* 30. Oktober 1971) ist eine TV-Moderatorin und Schauspielerin aus Malta.

## Leben und Karriere
Delia arbeitet bei diversen TV-Stationen auf Malta als Moderatorin. Sie engagiert sich besonders für den Tierschutz und moderiert häufig Sendungen zu diesem Thema. Zudem hat sie in den letzten Jahren den maltesischen Vorentscheid zum Eurovision Song Contest, den Malta Eurovision Song Contest, des Öfteren moderiert. 2006 und 2008 verlas sie die Wertungen des Landes beim internationalen Finale.
Am 10. September 2014 wurde sie als Moderatorin des Junior Eurovision Song Contest 2014 vorgestellt, den sie als erste Person in der Geschichte dieses Wettbewerbs im Alleingang moderieren wird.
Als Schauspielerin war sie 2005 im Film Angli: The Movie sowie 2009 in der Produktion Maltageddon zu sehen.